# Низкозатратная переходная траектория
Низкозатратная переходная траектория (НПТ) — маршрут в космосе, который позволяет космическим аппаратам менять орбиты, используя очень мало топлива. Эти маршруты работают в системе Земля — Луна, а также в других системах, например, между спутниками Юпитера. Недостатком таких траекторий является то, что зачастую для их завершения требуется значительно больше времени, чем для траекторий более высоких энергий (с бо́льшими затратами топлива), таких как траектории Гомана.
Низкозатратные переходные траектории также известны как граничные траектории слабой устойчивости, или траектории баллистического захвата.
НПТ следуют по специальным путям в космосе, иногда называемым межпланетной транспортной сетью.
Эти траектории позволяют пройти максимальное расстояние с наименьшими изменениями орбитальной скорости.
Космические аппараты, использовавшие НПТ:
- Хитэн Японского агентства аэрокосмических исследований (JAXA);
- Смарт-1 Европейского космического агентства (ESA);
- Genesis НАСА[3];
- GRAIL НАСА[4][5].

Намечаемые экспедиции с использованием НПТ:
- European Student Moon Orbiter (ESMO)
- Mars Direct

## История
Впервые НПТ к Луне были продемонстрированы в 1991 году японским космическим аппаратом Hiten. Первоначально аппарат предназначался для исследований окололунного пространства и изучения аэродинамического торможения на высокоэллиптической орбите, на которой он мог приблизиться к Луне. На первом витке Hiten выпустил на околунную орбиту мини-зонд Hagoromo. Возможно, Hagoromo успешно вышел на лунную орбиту, но об этом ничего не известно, в связи с тем, что его радиопередатчик вышел из строя. Эдвард Белбрано и Джеймс Миллер из Лаборатории реактивного движения слышали о неудаче и помогли спасти миссию, разработав траекторию баллистического захвата, которая позволила бы основному зонду Hiten выйти на лунную орбиту. Траектория, которую они разработали для Hiten, использовала теорию слабой устойчивости и требовала лишь небольшого отклонения скорости космического аппарата, двигающегося по высокоэллиптической орбите, достаточно малого, чтобы быть достигнутой двигателями зонда. Эта траектория в результате привела зонд к гравитационному (баллистическому) захвату на временную лунную орбиту с характеристической скоростью орбитального манёвра Δv ≈ 0, но продолжался пять месяцев вместо необходимых трёх дней для траектории Гомана.

## СнижениеΔv
Использование НПТ при движении от околоземной орбиты к орбите спутника Луны позволяет достичь экономии топлива до 25 % в сравнении с традиционной ретроградной транс-лунной инъекцией и удвоить полезную нагрузку.
Робертом У. Фаркуаром был описан девятидневный маршрут от низкой околоземной орбиты до баллистического захвата Луной космического аппарата со скоростью 3,5 км/с. Маршрут Эдварда Белбрано от низкой околоземной орбиты с использованием транс-лунной инъекции требует скорости космического аппарата 3,1 км/с. Таким образом может быть достигнуто снижение скорости на Δv ≈ 0,4 км/с. Впрочем, последний маршрут привносит не очень высокое снижение скорости орбитального манёвра, которое повлекло бы значительную выгоду по сравнению с использованием этапа с ограниченным перезапуском или продолжительной орбитальной устойчивостью, которая может потребовать космический аппарат с отдельной главной двигательной установкой для захвата.
Для рандеву с Марсианскими лунами экономия составляет 12 % для Фобоса и 20 % для Деймоса. Рандеву нацеливают потому, что устойчивые псевдо-орбиты вокруг марсианских лун не проводят много времени в пределах 10 км от поверхности.